# إدارة بحوث الطاقة والتنمية

شعار وزارة الطاقة الأمريكية

إدارة بحوث الطاقة والتنمية (ERDA) منظمة حكومية أمريكية تشكلت من تقسيم لجنة الطاقة الذرية في عام 1975.

## نبذة
تم إنشاء الوكالة كجزء من قانون إعادة تنظيم الطاقة لعام 1974 الذي صدر في 11 أكتوبر 1974 في أعقاب أزمة النفط عام 1973. قسم القانون لجنة الطاقة الذرية إلى وكالتين جديدتين:
- إدارة تنظيم الطاقة النووية وستظم صناعة الطاقة النووية التجارية.
- إدارة أبحاث الطاقة والتنمية وستظم الأسلحة النووية وبرامج المفاعلات البحرية.

في عام 1977 تم دمجها مع إدارة الطاقة الفيدرالية لتشكيل وزارة الطاقة الأمريكية.